# Моливдовул
Моливдову́л (от греч. μόλυβδος — свинец) — двусторонняя подвесная свинцовая печать, наиболее характерна для средневековых грамот.
Моливдовулы получили распространение в Средние века в государствах Западной Европы, Византии и на Руси (с XI до конца XV веков). Они оттискивались специальными матрицами на свинце и закреплялись на привешенном к документу шнуре.
Помимо моливдовулов, также существовали печати на золоте (хрисовул), серебре (аргировул), воске, сургуче и т. д.